# Polia vasjurini
Polia vasjurini är en fjärilsart som beskrevs av Sukhareva 1976. Polia vasjurini ingår i släktet Polia och familjen nattflyn. Inga underarter finns listade i Catalogue of Life.